# Фучэн (Хэншуй)
Фучэ́н (кит. упр. 阜城, пиньинь Fùchéng) — уезд городского округа Хэншуй провинции Хэбэй (КНР).

## История
При империи Западная Хань здесь был создан уезд Фучэн (阜成县); в качестве названия были взяты первые два иероглифа из содержащейся в «Шан шу» фразы «阜成兆民» («множественность достигается в народе»). При империи Тан в 905 году название уезда было изменено на Ханьфу (汉阜县). Позднее уезд вновь приобрёл название «Фучэн», только второй иероглиф был изменён с «достигать» на «город», в результате чего название уезда стало означать «город земляных холмов».
В 1949 году был образован Специальный район Хэншуй (衡水专区), и уезд Фучэн вошёл в его состав. В 1952 году специальный район Хэншуй был расформирован, и уезд Фучэн вошёл в состав Специального района Цансянь (沧县专区). В 1958 году уезд Фучэн был присоединён к уезду Цзяохэ.
В 1962 году Специальный район Хэншуй был создан вновь, и воссозданный уезд Фучэн опять вошёл в его состав. В 1970 году Специальный район Хэншуй был переименован в Округ Хэншуй (衡水地区).
В мае 1996 года решением Госсовета КНР округ Хэншуй был преобразован в городской округ Хэншуй.

## Административное деление
Уезд Фучэн делится на 5 посёлков и 5 волостей.